# Улица Красного Флота (Ломоносов)
Улица Кра́сного Фло́та — улица в городе Ломоносове Петродворцового района Санкт-Петербурга. Проходит от Дворцового проспекта до Швейцарской улицы.

## История
Первоначально называлась Елимовской (или Илимовской) улицей. Этот топоним известен с 1914 года и происходит от фамилии землевладельца И. И. Илимова. Илимовской также называлась гора (Литориновый спуск у перекрестка Дворцового проспекта и нынешней улицы Красного Флота).
В 1934 году улицу переименовали в улицу Красного Флота — в честь моряков Балтийского флота, принимавших участие в Гражданской войне 1918—1920 годов в России, а также в связи с базированием в Ораниенбауме морских воздушных дивизионов Балтийского флота в 1918—1921 годах и строительством здесь в начале 1930-х годов домов для лётчиков морской авиации.
В 1948—1982 годах в состав улицы Красного Флота входил ныне упразднённый участок от Швейцарской улицы до улицы Федюнинского, а сам участок сохранился как внутриквартальный проезд.
Начальный участок улицы, от Дворцового проспекта до Богумиловской улицы, представляет собой подъём в гору, чем обусловлена геометрия.

## Застройка
- дом 13 — поликлиника № 110
- дом 18 — Ломоносовский морской колледж

## Перекрёстки

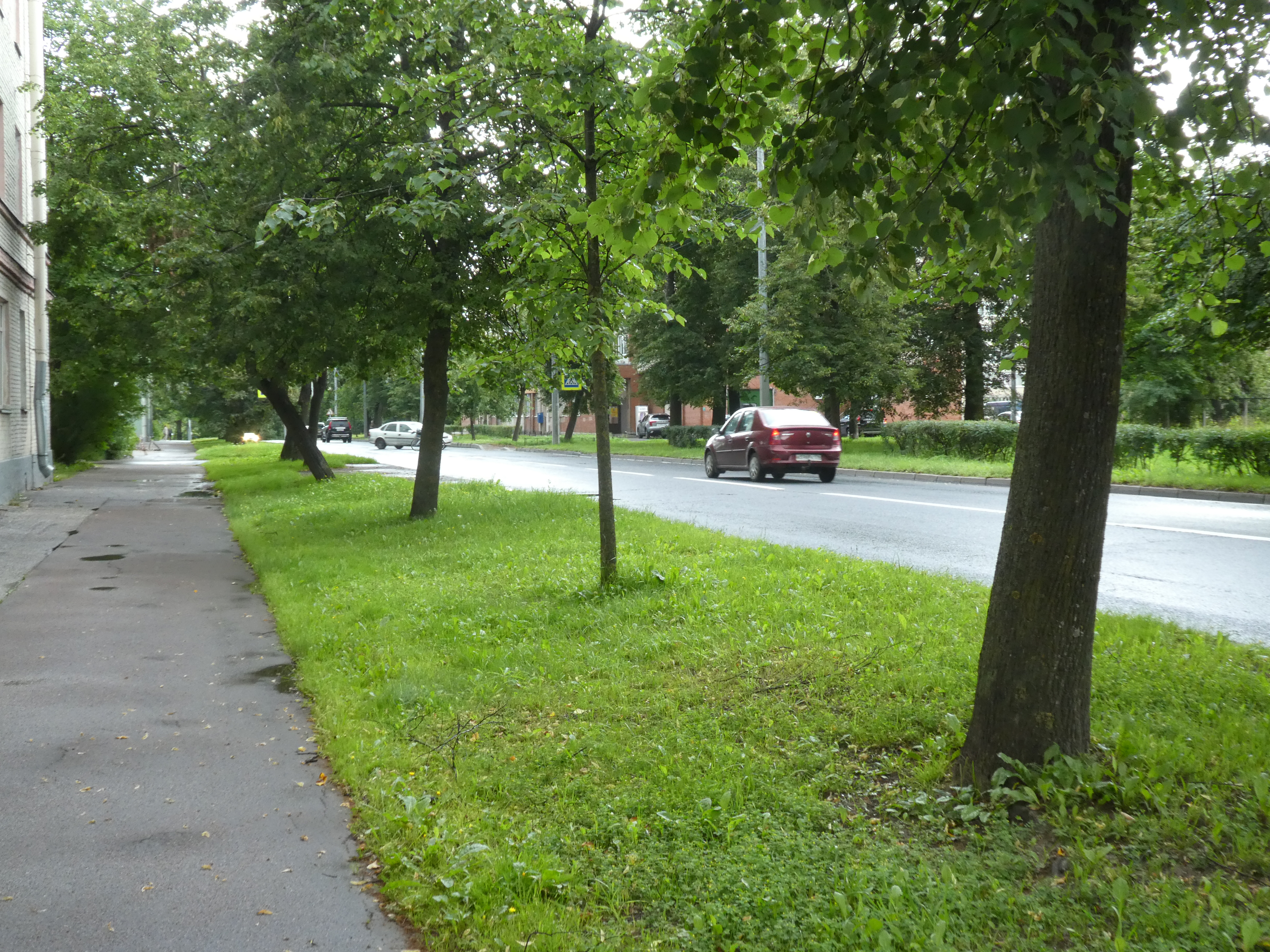
Вид в сторону Дворцового проспекта

- Дворцовый проспект
- Богумиловская улица
- Александровская улица
- Профсоюзная улица
- Красноармейская улица
- Швейцарская улица